# Beverbeek Classic 2009
La Beverbeek Classic 2009, dodicesima edizione della corsa, valida come evento dell'UCI Europe Tour 2009 categoria 1.2, si svolse il 28 febbraio 2009 su un percorso di 168 km. Fu vinta dal tedesco Andreas Schillinger, che terminò la gara in 3h 49' 09" alla media di 43,989 km/h.
Dei 180 ciclisti alla partenza furono 139 a tagliare il traguardo.

## Ordine d'arrivo (Top 10)
| Pos. | Corridore           | Squadra         | Tempo    |
| ---- | ------------------- | --------------- | -------- |
| 1    | Andreas Schillinger | Nutrixxion Sp.  | 3h49'09" |
| 2    | Maarten Neyens      | Topsport Vl.    | s.t.     |
| 3    | Dennis Vanendert    | Beveren 2000    | s.t.     |
| 4    | Theo Bos            | Rabobank Cont.  | a 12'    |
| 5    | Michael Van Staeyen | Rabobank Cont.  | s.t.     |
| 6    | Adam Blythe         | Davo-Lotto      | s.t.     |
| 7    | Joachim Tolles      | Kuota Indeland  | s.t.     |
| 8    | Steve Schets        | Jong Vlaanderen | s.t.     |
| 9    | Denis Flahaut       | Landbouwkrediet | s.t.     |
| 10   | Jarl Salomein       | Beveren 2000    | s.t.     |